# Битва за Лос-Анджелес (фільм)

«Битва за Лос-Анджелес» (англ. Battle of Los Angeles) — американський фантастичний бойовик 2011 р. студії The Asylum, прем'єра якого відбулася на кабельному телеканалі Syfy і вийшов на DVD наступного вівторка. Режисер — Марк Аткінс, фільм є мокбастером «Глобальне вторгнення: Битва Лос-Анджелес» студії Columbia Pictures. Офіційний трейлер використовує кадри з іншого фільму The Asylum, Війна світів 2: Наступна хвиля.

## Сюжет
У лютому 1942 року збройні сили США захистили Лос-Анджелес від непізнаних літаючих об'єктів. Сімдесят років потому іншопланетні загарбники повернулися, щоб закінчити атаку.

## Ролі
- Ніа Піплс — як капітан Карла Сміт
- Кел Мітчелл — лейтенант Тайлер Лафлін
- Ділан Вокс — капітан Піт Роджерс / Андроїд
- Тереза Джун-Дао — лейтенант Солано
- Джералд Вебб — Ньюмен
- Дарін Купер — капітан адронів
- Тім Абель — Макон
- Мішель Бойд — пілот Хендрікс

## Критика
Рейтинг фільму на сайті IMDb — 1,9/10.

## Цікаві факти
- Постер фільму аналогічний постеру фільму «День Незалежності».